# Бутурлиновское городское поселение
Бутурлиновское городское поселение — муниципальное образование Бутурлиновского района Воронежской области России.
Административный центр — город Бутурлиновка.

## Население
| 2010    | 2011    | 2012    | 2013    | 2014    | 2015    | 2016    | 2017    | 2018    |
| ------- | ------- | ------- | ------- | ------- | ------- | ------- | ------- | ------- |
| 27 304  | ↘27 019 | ↘26 634 | ↘26 195 | ↘25 769 | ↘25 309 | ↘25 001 | ↘24 721 | ↘24 366 |
| 2019    | 2020    | 2021    | 2025    |         |         |         |         |         |
| ↘24 122 | ↘24 071 | ↗24 519 | ↘23 747 |         |         |         |         |         |

## Административное деление
Состав поселения:
- город Бутурлиновка,
- посёлок Земледелец,
- посёлок Круглый,
- село Отрадное.